# Maison à pans de bois de Beaujeu
La maison à pans de bois est une maison située à Beaujeu, dans le département du Rhône, en France.

## Présentation

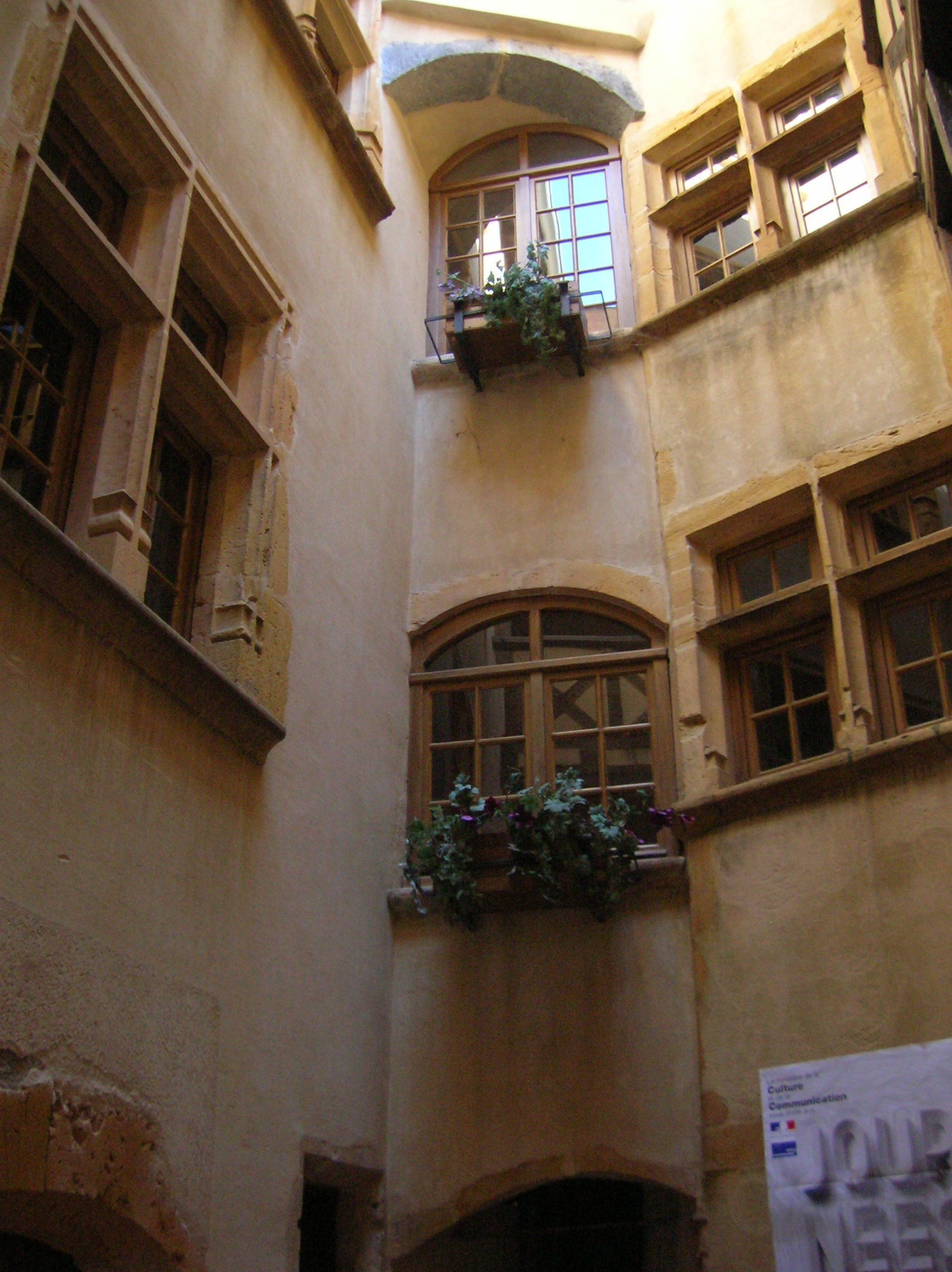
La cour intérieure.

Cette maison date du XVIe siècle et a été rénovée en 1793,. Elle se trouve sur la place du village où se trouve l'église Saint-Nicolas, l'hôtel de ville et le théâtre.
En 2020, elle abrite l'office du tourisme et une partie de la maison du terroir beaujolais.

## Protection
Les façades et la toiture de style Renaissance font l’objet d’une inscription au titre des monuments historiques depuis le 20 mars 1978.